# Драка
 За селото вижте Драка (село).  За вестника вижте Драка (вестник).
Драката (Paliurus) е род двусемеделни растения от семейство Зърникови, представен в България от единствен вид Paliurus spina-christi или обикновена драка. Други негови наименования са джигра, чалùя, „карачалия“ черен трън.

## Видове
- Paliurus hemsleyanus
- Paliurus orientalis
- Paliurus ramosissimus
- Paliurus spina-christi